# Museo Catedralicio de Orense

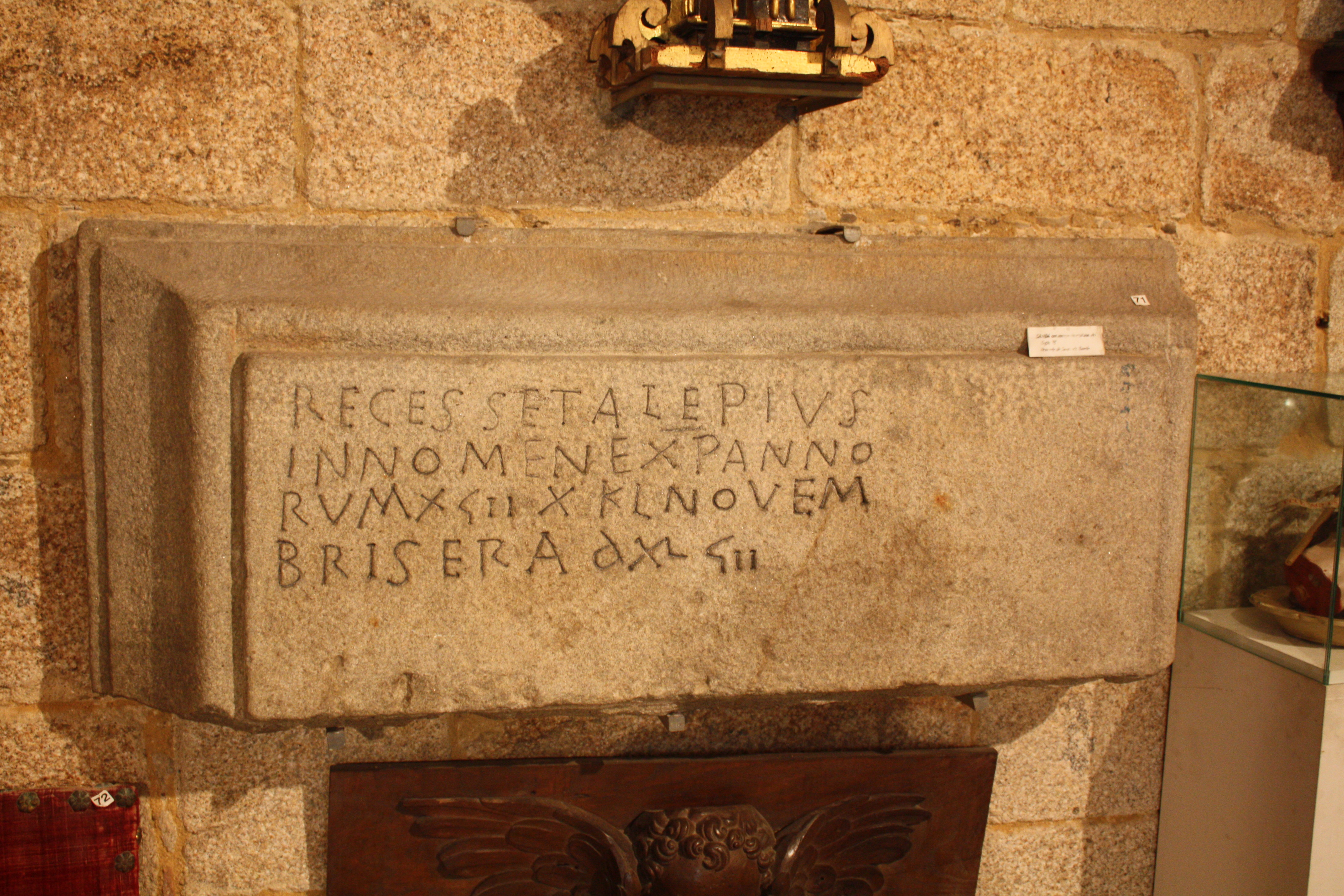
Lápida de Baños de Molgas.

El Museo Catedralicio de Orense, situado en el interior de la Catedral, contiene una completa muestra de arte sagrado. Su origen se sitúa en 1944, cuando se decidió acometer las obras necesarias que permitieran la exhibición de las piezas que conservaba la Catedral. Las obras fueron llevadas a cabo por los arquitectos Luis Menéndez Pidal y Francisco Pons Sorolla, siendo inaugurado en 1954. En 1992 fue reestructurado y ampliado, y existe el proyecto de una nueva ampliación que ocuparía la capilla de San Juan, la antigua escuela de la Catedral y un patio para exponer las obras epigráficas.
El Museo está situado en el ángulo formado por la nave mayor y el brazo sur del transepto y ocupa las dependencias que se construyeron del inacabado claustro gótico (la Claustra Nueva o Claustra Nova). Se accede desde la nave de la Epístola, a través de una puerta con arco conopial hacia la nave y románica cara el interior; esta segunda muestra en su tímpano un Agnus Dei con dos ángeles turiferarios. Así, las dos salas del Museo poseen una serie muy interesante de capiteles y ménsulas con escenas de caza, animales mitológicos, figuras humanas y motivos vegetales.

## Colección
Entre las piezas expuestas destaca el llamado Tesoro de San Rosendo, compuesto por el báculo del Santo, en marfil, una ara portátil de pórfido y plata, un cáliz, una mitra y otras piezas, todas del siglo XII. También la sortija del Santo, datado de antes del siglo X.
Pero hay otras muchas piezas de interés: un conjunto de placas de esmalte de un frontal de un relicario, de Limoges, datadas en el siglo XII; una custodia procesional del XVII (de Enrique de Arfe), una cruz de azabache, el portapaz de la Quinta Angustia, el relicario de los santos Rosendo y Torcuato, la arqueta de Santa Susana, el busto de Santa Constanza, el busto de San Eleuterio, el busto de Santa María Magdalena, la lauda cristiana más antigua de Galicia, del siglo VI, procedente de Baños de Molgas etc. También hay diversos cálices y ornamentos religiosos, esculturas en piedra o madera de los siglos XVI al XVIII de artistas como el Maestro de Sobrado, Cornielles de Holanda, Francisco de Moure o Mateo de Prado; también hay algunas tablas del coro de la Catedral así como una pintura sobre tabla atribuida a Francisco Teide.

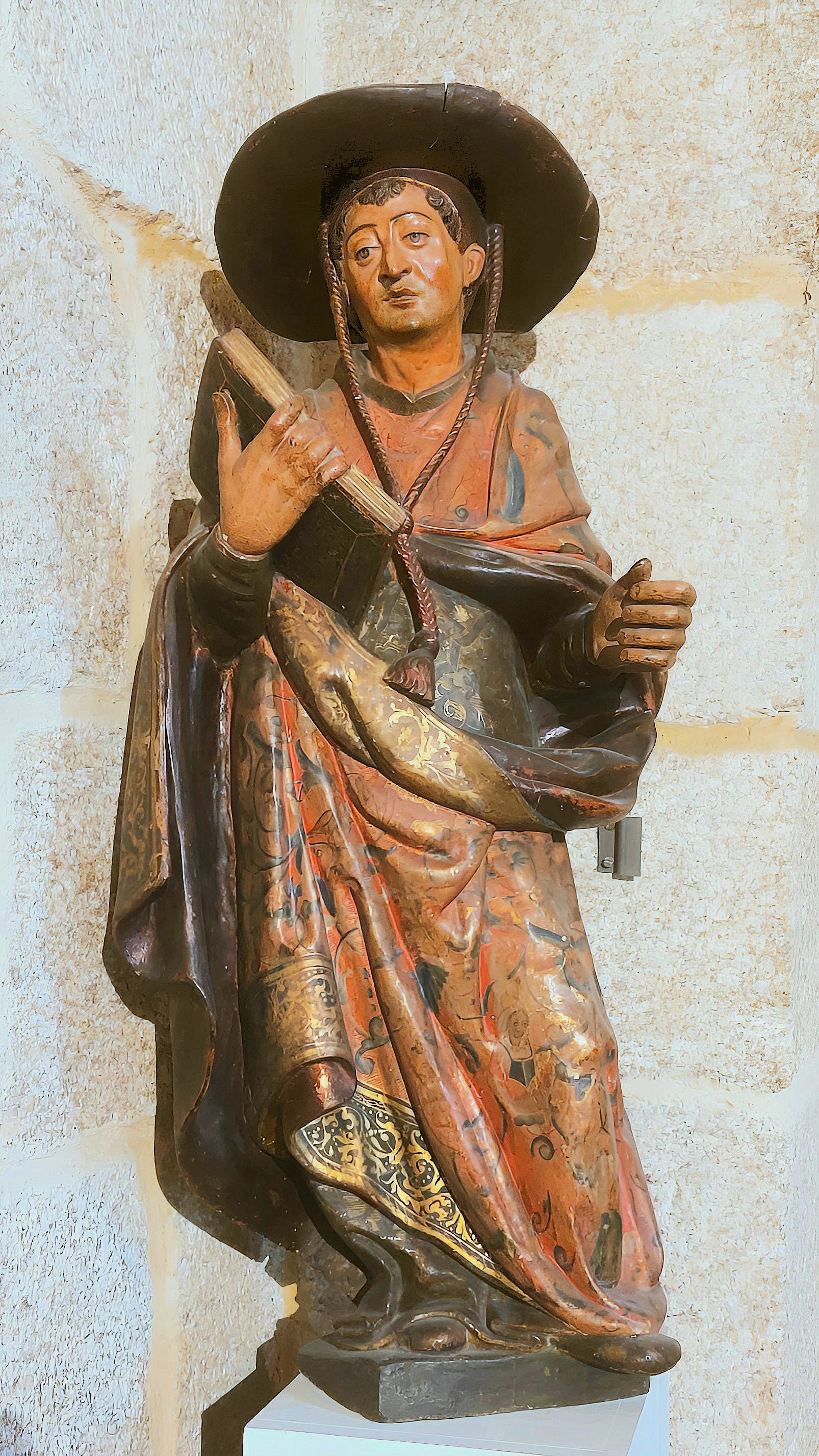
Talla de San Buenaventura (c. 1631).
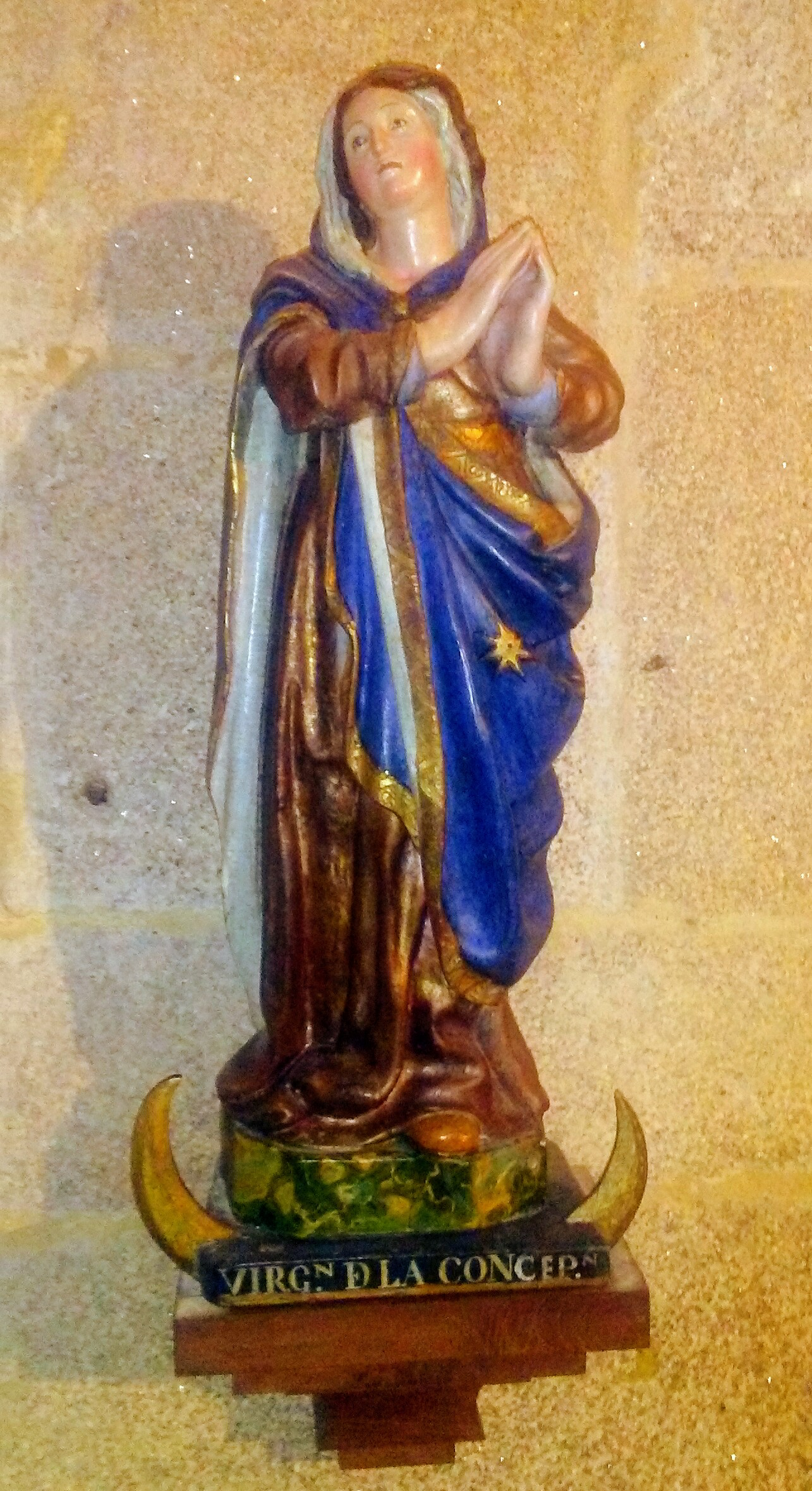
Talla de la Virgen de la Concepción (1599).
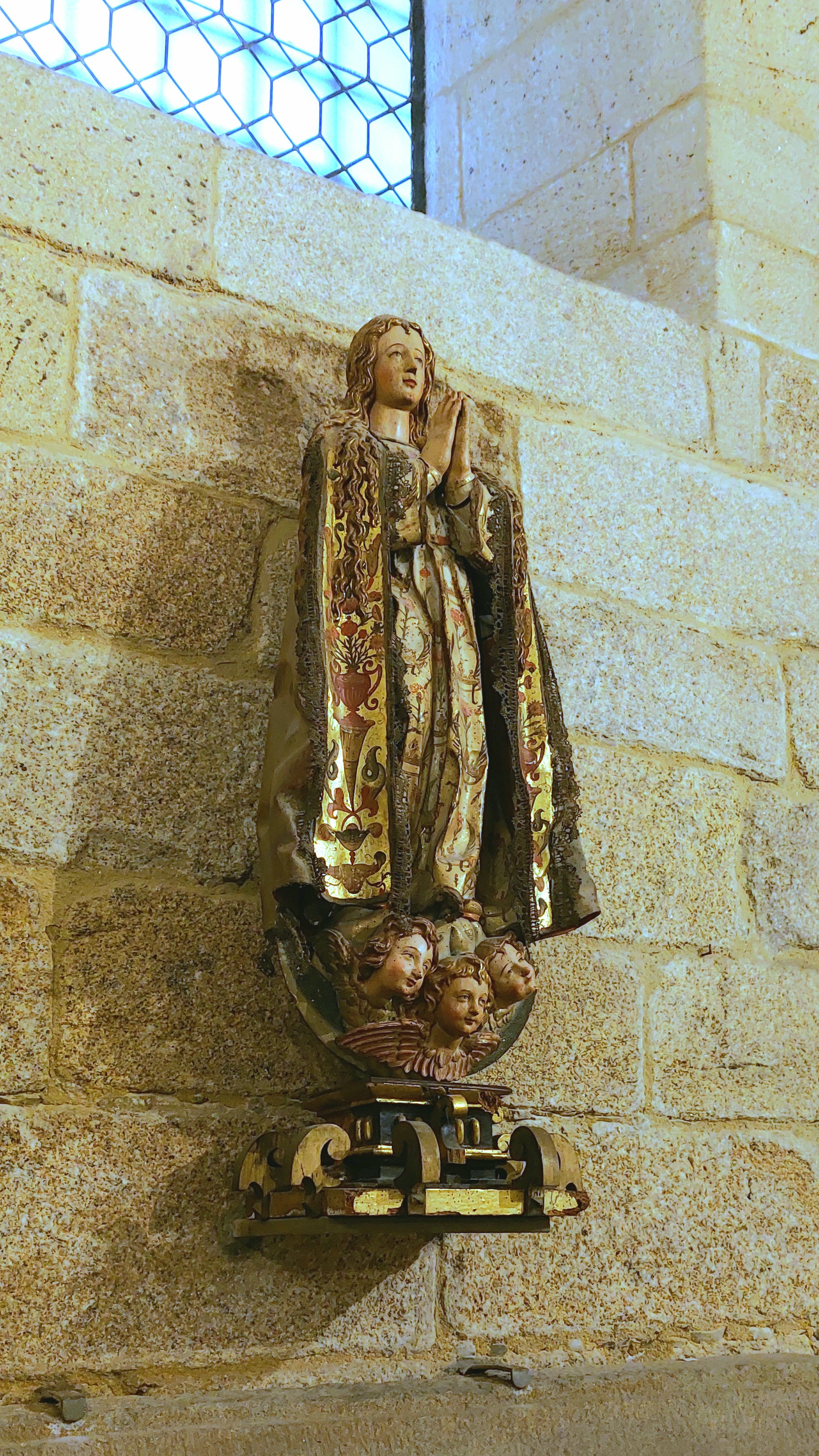
Talla de la Inmaculada Concepción (1656).
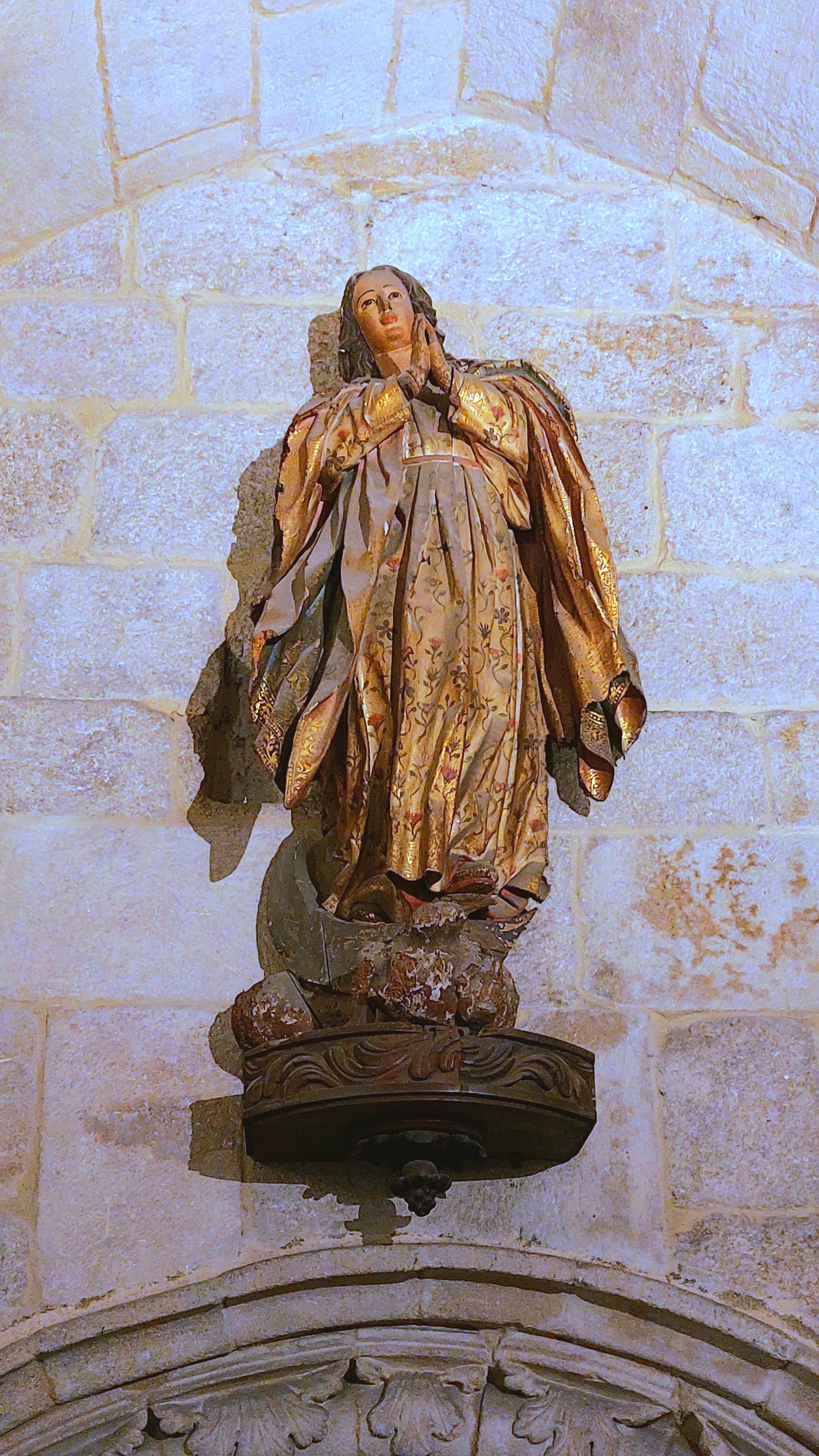
Talla de la Inmaculada Concepción (1658).
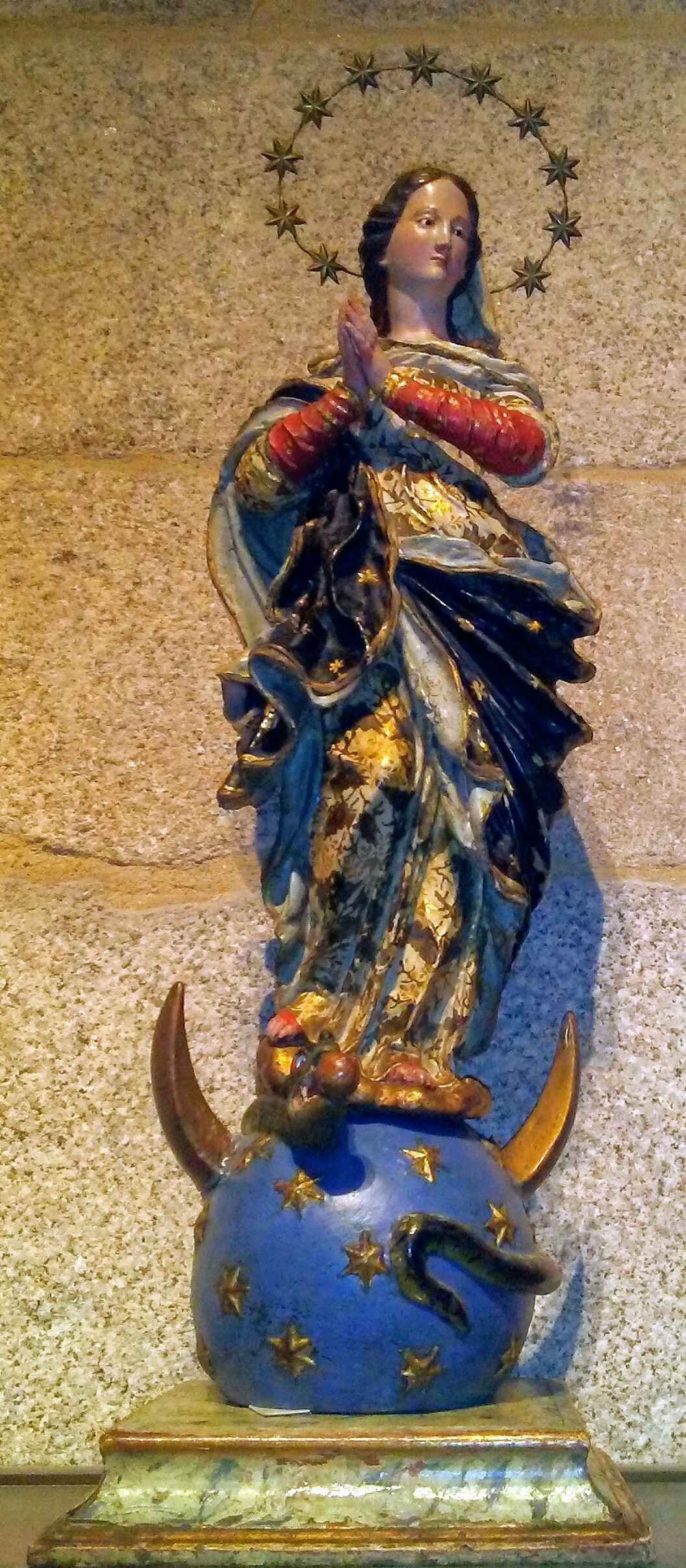
Talla de la Inmaculada Concepción (siglo XVIII).
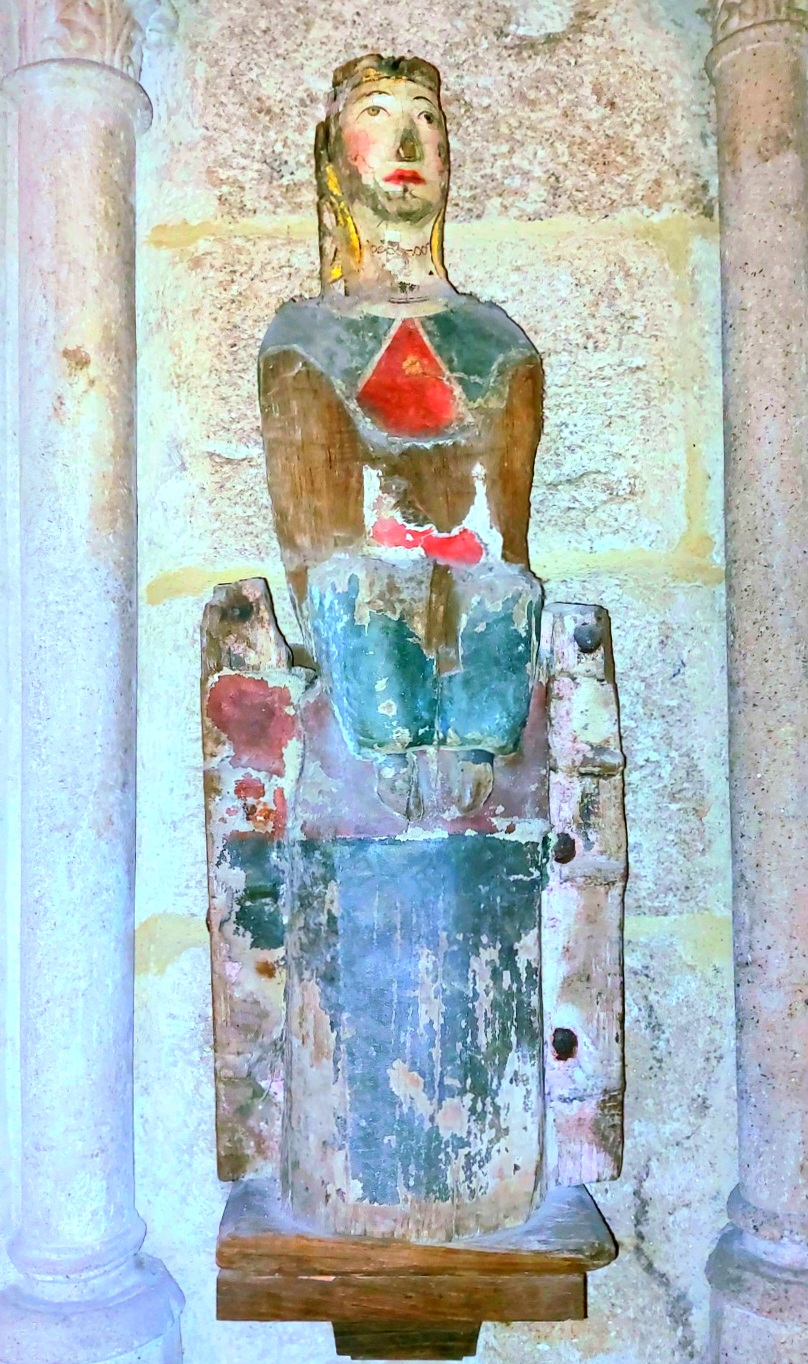
Talla de la Virgen de Reza (c. 1200).
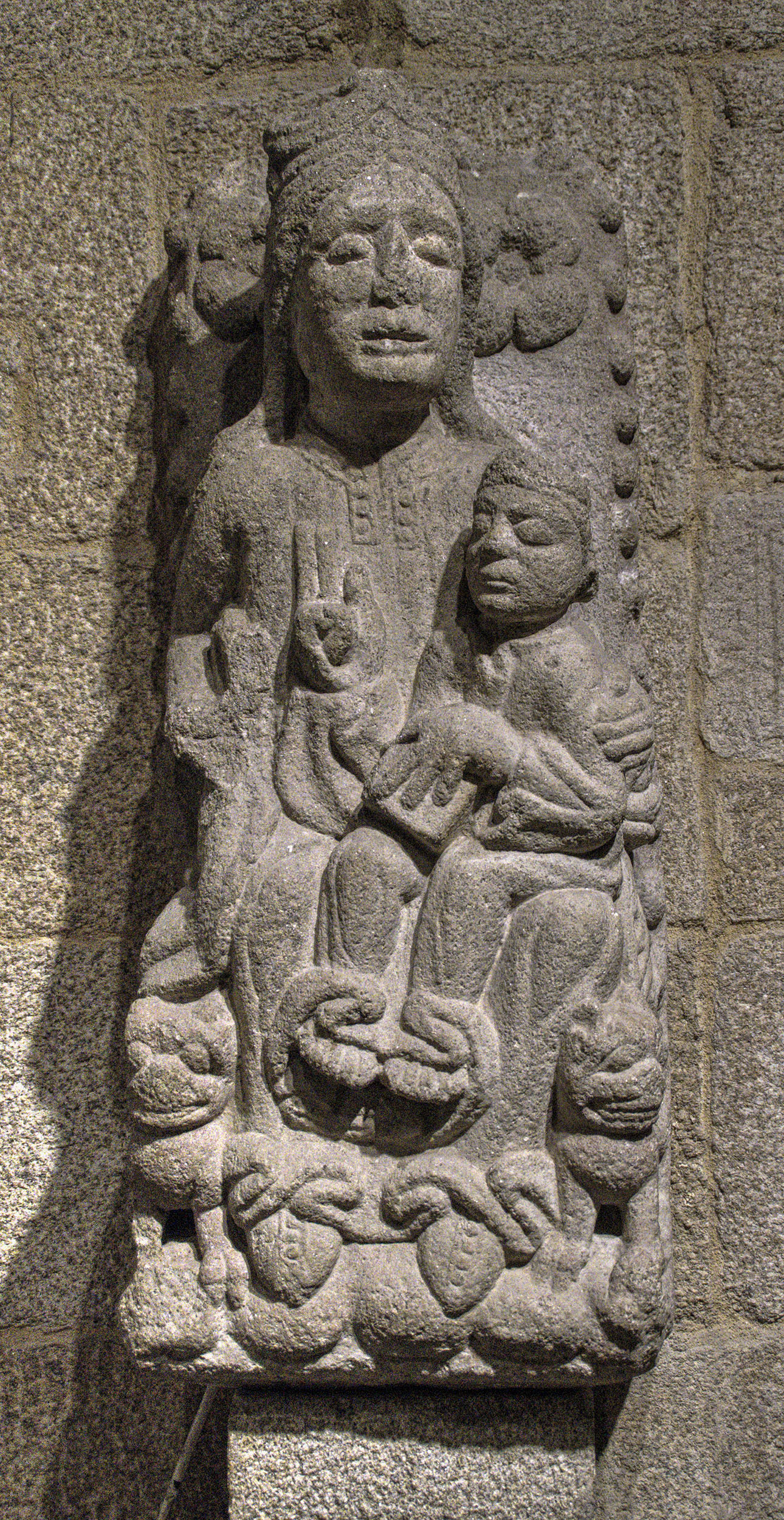
Talla de la Virgen de Seixalbo (c. 1230-1250).
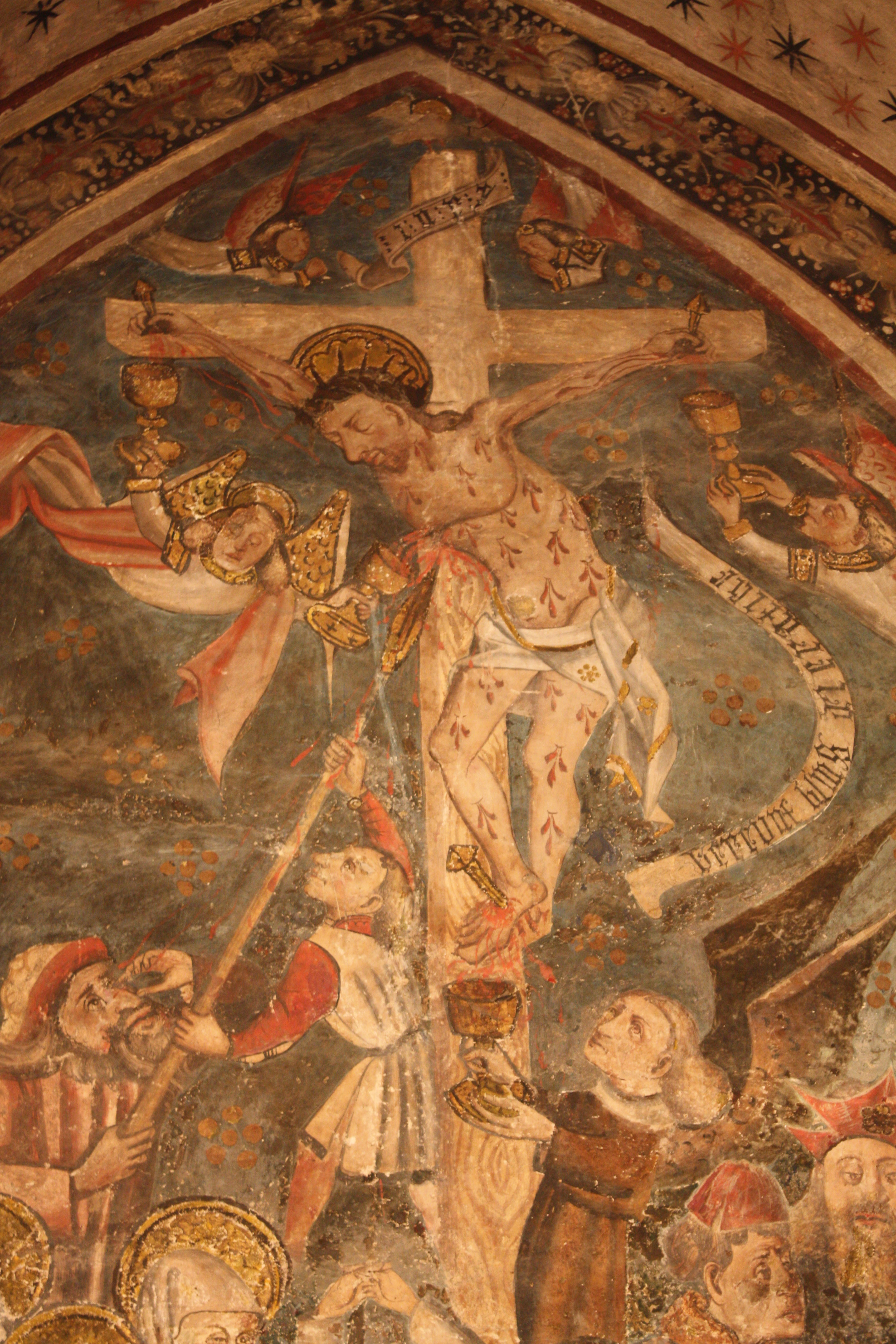
Detalle de la Crucifixión, pintura mural del siglo XVI.
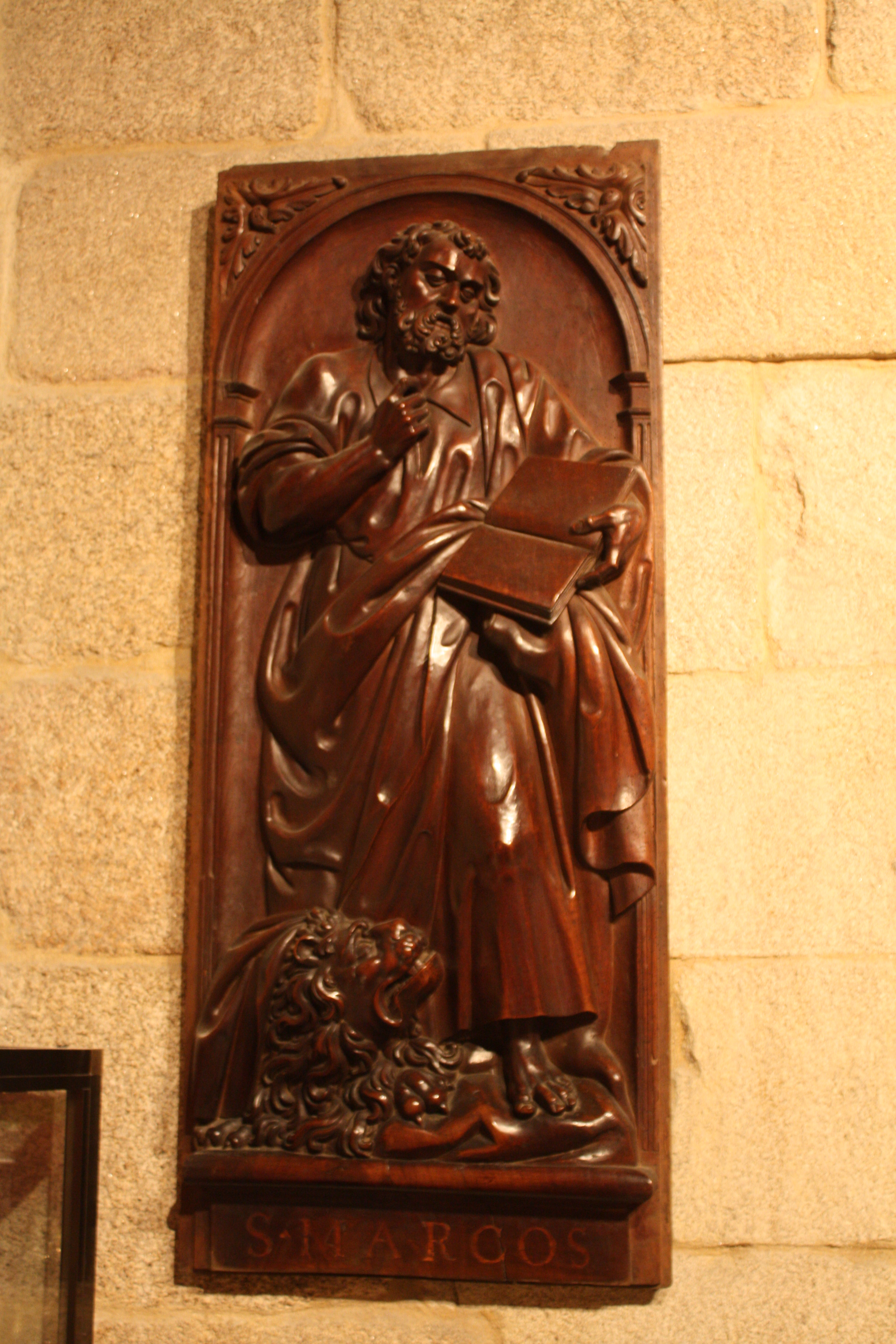
Tabla de San Marcos, procedente del coro.
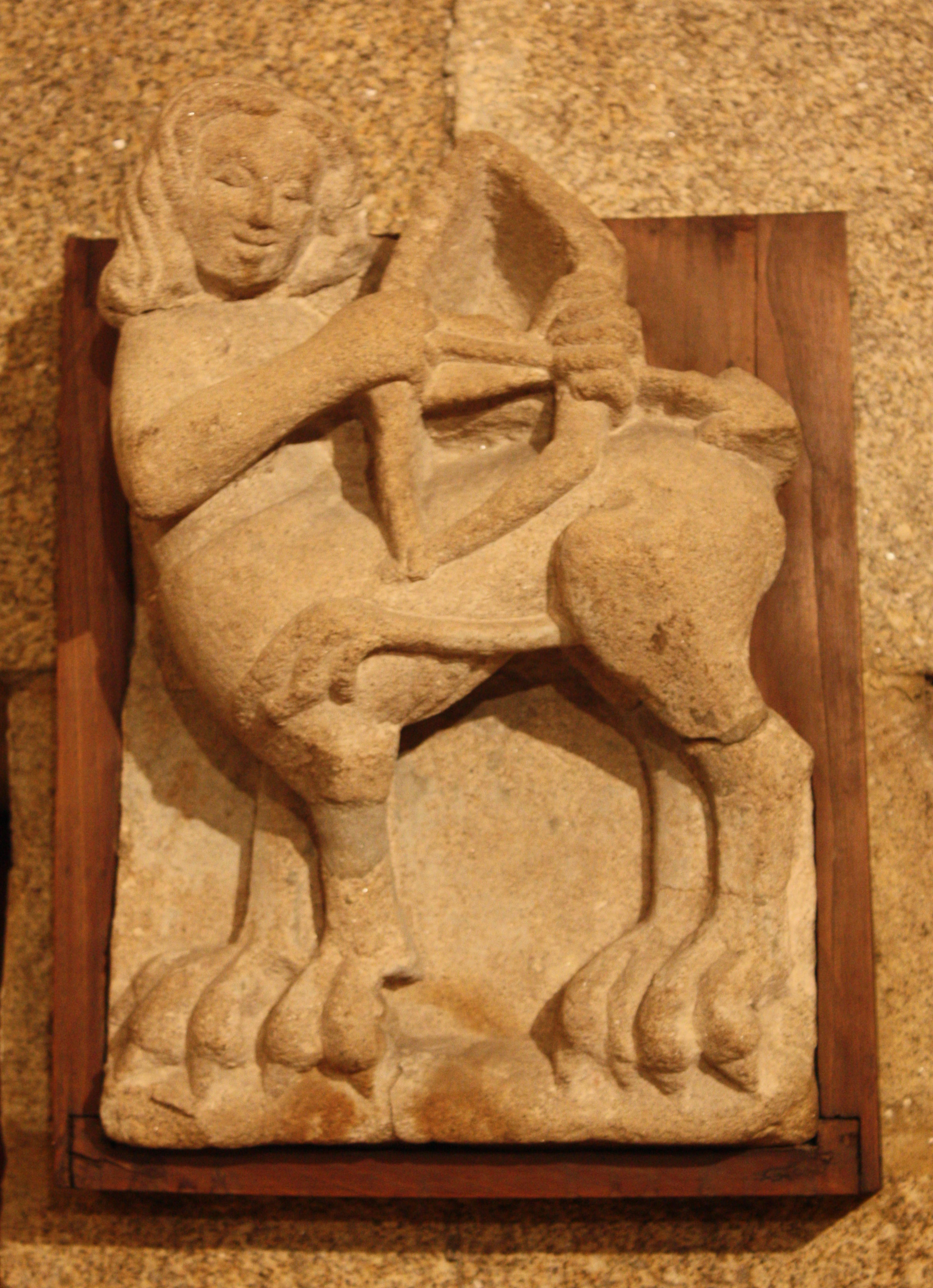
Centauro.
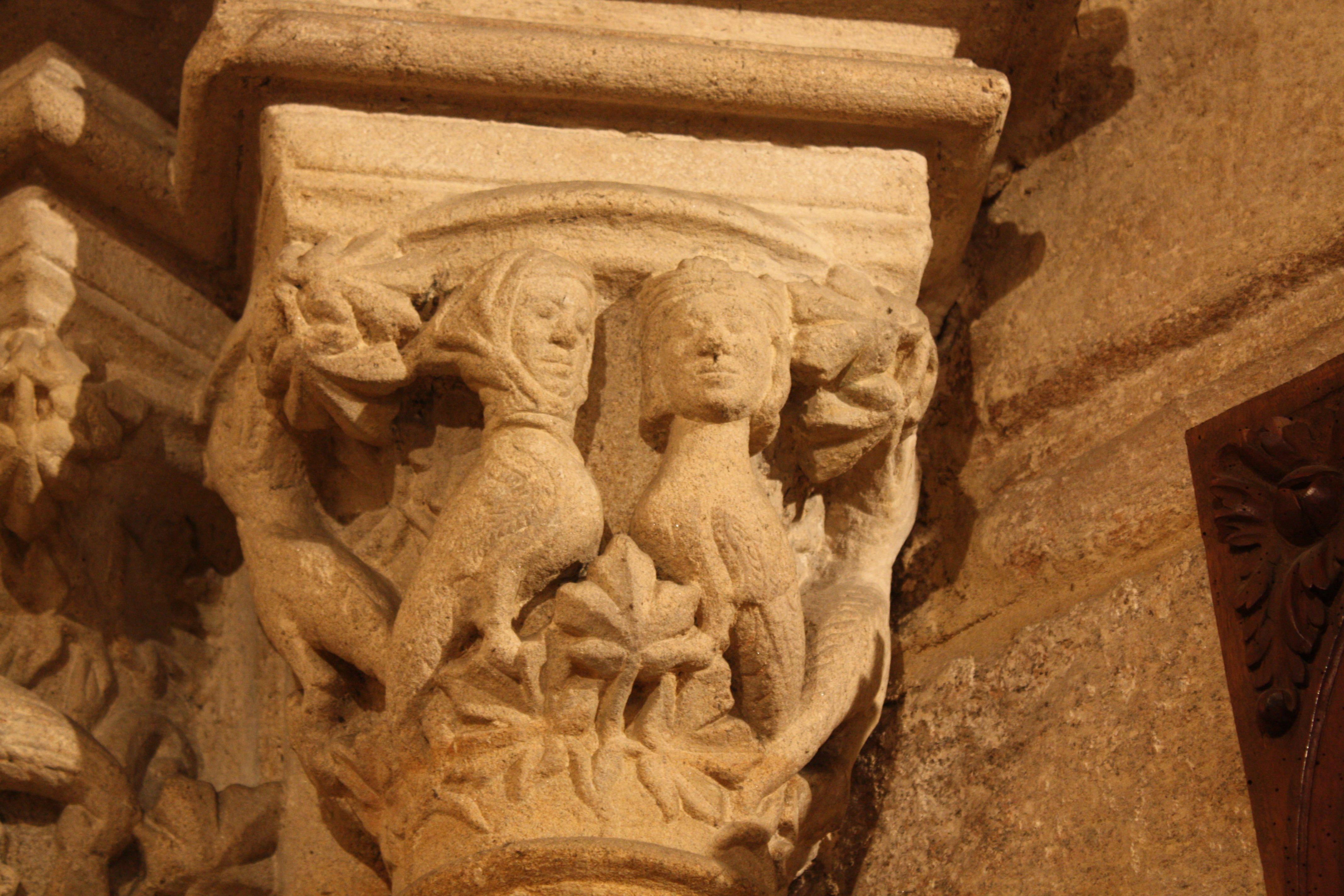
Capitel con harpías enfrentadas.

### Joyas bibliográficas
Finalmente, hay que destacar dentro del archivo catedralicio el Misal Auriense, el Breviario Auriense y las Constituciones Sinodais del impresor Tanco. El citado Misal Auriense fue el primer libro que se imprimió en Galicia, en 1494, en el taller de Rodríguez de la Passera, de Monterrey solo 40 años después de la aparición de la Biblia de Gutenberg. Se conservan solo dos ejemplares: este de la Catedral de Orense, impreso en pergamino, y otro en la Biblioteca Nacional, impreso en papel. Existe un facsímil editado en 1994 por la Junta de Galicia a partir del ejemplar de Orense, pero incompleto (solo reproduce algunos folios de cada sección).
Las Constituciones Sinodais son otro incunable escrito por el obispo Manrique de Lara en 1544. El libro establecía las normas de comportamiento de los fieles ante hechos de la vida cotidiana. El Breviario Auriense, del XV, detalla las oraciones que debían rezar los curas de la diócesis.